# (2840) Kallavesi
(2840) Kallavesi ist ein Asteroid des Hauptgürtels, der am 15. Oktober 1941 von der finnischen Astronomin Liisi Oterma in Turku entdeckt wurde.
Der Name des Asteroides erinnert an den See Kallavesi in Finnland.